# Distretto di Xian'an
Il distretto di Xian'an (咸安区S, Xián'ānP) è un distretto della Cina, situato nella provincia di Hubei e amministrato dalla prefettura di Xianning.